# Phân bào
Phân bào là hiện tượng tế bào (động vật, thực vật, vi khuẩn,...) phân chia, tạo ra nhiều tế bào mới và theo một "chương trình" đã lập sẵn của cơ thể. Nếu như sự phân bào không theo quy trình mà tế bào phân chia loạn xạ thì cơ thể đã hoặc sẽ mắc bệnh. Phân bào được chia làm hai loại: nguyên phân và giảm phân.

## Nguyên phân
Phân bào nguyên nhiễm (nguyên phân), khi phân chia tạo ra hai tế bào mới giống tế bào ban đầu, tạo điều kiện cho cơ thể lớn lên và phát triển, thay thế tế bào bị chết hoặc lão hóa.

### Biến đổi hình thái nhiễm sắc thể trong chu kỳ tế bào
Cơ thể lớn lên nhờ quá trình phân bào. Vòng đời của mỗi tế bào có khả năng phân chia bao gồm kì trung gian và thời gian phân bào nguyên nhiễm gọi tắt là nguyên phân. Sự lặp lại vòng đời được gọi là chu kì tế bào.Quá trình nguyên phân bao gồm 4 chu kì: kì đầu, kì giữa, kì sau và kì cuối. Kết thúc quá trình phân bào là sự phân chia tế bào.
Nhiễm sắc thể còn được gọi là nhiễm màu vì nó dễ dàng  bắt màu với dung dịch thuốc nhuộm kiềm tính. Mỗi nhiễm sắc thể thường giữ vững cấu trúc riêng biệt của nó và duy trì liên tục qua các thế hệ tế bào. Những biến đổi hình thái của nhiễm sắc thể diễn ra qua các kì của chu kì tế bào.

### Những diễn biến cơ bản của quá trình của nguyên phân
Kì trung gian là thời kì sinh trưởng của tế bào, trong đó nhiễm sắc thể ở dạng sợi dài mảnh dãn xoắn và diễn ra sự nhân đôi. Khi kết thúc kì này, tế bào tiến hành phân bào nguyên nhiễm (gọi tắt là nguyên phân). Trong quá trình nguyên phân, sự phân chia nhân và phân chia chất tế bào được diễn tiến qua 4 kì: kì đầu (kì trước), kì giữa, kì sau và kì cuối. Trong quá trình phân bào có những diễn biến cơ bản sau đây:
Khi bước vào kì đầu của quá trình nguyên phân, thoi phân bào nối liền hai cực tế bào. Thoi phân bào có vai trò quan trọng đối với sự vận động của NST trong quá trình phân bào và nó tan biến khi sự phân chia nhân kết thúc.
Màng nhân và nhân con bị tiêu biến khi nguyên phân diễn ra và chúng lại được tái hiện ở thời điểm cuối của sự phân chia nhân.
Khi bước vào nguyên phân, các NST kép bắt đầu đóng xoắn và co ngắn, có hình thái rõ rệt và tâm động đính vào các sợi tơ của thoi phân bào. Sau đó. chúng tiếp tục đóng xoắn cho tới khi đóng xoắn cực đại và tập trung thành một hàng ở mặt phẳng xích đạo của thoi phân bào. Tiếp theo, 2 crômatit trong từng NST kép tách nhau ở tâm động thành 2 NST đơn rồi phân li về 2 cực nhờ sự co rút của sợi tơ thuộc thoi phân bào. Khi di chuyển tới 2 cực, các NST dãn xoắn, dài ra ờ dạng sợi mảnh. Sau đó lại bắt đầu một chu kì mới của tế bào.
Kết quả của nguyên phân là từ một tế bào mẹ cho ra 2 tế bào con có bộ NST giống như bộ NST của tế bào mẹ (2n NST).

### Ý nghĩa của nguyên phân
Nguyên phân là phương thức sinh sản của tế bào. Cơ thể đa bào lớn lên thông qua quá  trình nguyên phân. Nguyên phân là phương thức truyền đạt và ổn định bộ NST đặc trưng của loài qua các thế hệ tế bào trong quá trình phát sinh cá thể và qua các thế hệ cơ thể ở những loài sinh sản vô tính. Sinh trưởng của các mô và cơ quan trong cơ thể đa bào nhờ chủ yếu vào sự tăng số lượng tế bào qua quá trình nguyên phân. Khi mô hay quan đạt khối lượng tới hạn thì ngừng sinh trưởng, lúc này nguyên phân bị ức chế. Nguyên phân còn giúp tạo các tế bào mới để bù đắp các tế bào của các mô bị tổn thương hoặc thay thế các tế bào già, tế bào chết.

## Giảm phân
Phân bào giảm nhiễm (giảm phân), khi phân chia tạo ra bốn tế bào giống tế bào mẹ nhưng số lượng nhiễm sắc thể giảm đi một nửa so với tế bào ban đầu. Giảm phân chỉ xảy ra ở cơ quan sinh dục, làm cho hệ gen từ lưỡng bội (2n) thành đơn bội (n). Sau khi thụ tinh, hệ gen lưỡng bội sẽ được phục hồi, các tính trạng của bố mẹ sẽ được truyền sang đời con.
Những diễn biến cơ bản của NST trong giảm phân I
Khi bắt đầu phân bào các NST kép xoắn và co ngắn. Sau đó, diễn ra sự tiếp hợp cặp đôi của các NST kép tương đồng theo chiều dọc và chúng có thể bắt chéo với nhau. Tiếp theo, các NST kép trong cặp tương đổng lại tách rời nhau. Chúng tập trung và xếp song song thành 2 hàng ở  mặt phăng xích đạo của thoi phân bào.Tiếp đến, các NST kép trong cặp NST tương đổng phân li độc lập với nhau về hai cực tế bào.
Khi sự phân chia nhân kết thúc, các NST kép nằm gọn trong hai nhân mới được tạo thành. Hai nhân này đều chứa bộ NST đơn bội kép (n NST kép), nghĩa là có số lượng NST bằng một nửa số lượng NST của tế bào mẹ. Sự phân chia chất tế  bào diễn ra hình thành hai tế bào con đều chứa bộ n NST kép khác nhau về nguồn gốc.
Sau kì cuối I là kì trung gian tồn tại rất ngắn, trong thời điểm này không diễn ra sự nhân đôi NST. Tiếp ngay sau đó là lần phân bào II diễn ra nhanh chóng hơn nhiều so với lần phân bào I và có những diễn biến cơ bản của NST như sau:
Khi bước  vào phân bào II, các NST co lại cho thấy rõ số lượng NST kép (đơn bội). Tiếp theo, NST kép tập trung và xếp thành một hàng trên mặt phẳng xích đạo của thoi phân bào. Mỗi NST kép gắn với một sợi của thoi phân bào.
Tiếp đến, sự phân chia ở tâm động đã tách hoàn toàn hai crômatit thành hai NST đơn và mỗi chiếc đi về một cực của tê bào. Khi kết thúc sự phân chia nhân, các NST nằm gọn trong các nhân mới được tạo thành. Mồi nhân đều chứa bộ n NST đơn và khi sự phân chia chất tê bào được hoàn thành thì 4 tế bào con được tạo thành.
Sự tan biến và tái hiện của màng nhân, sự hình thành và mất đi của thoi phân bào trong hai lần phân bào của giảm phân đều tương tự như ở nguyên phân.s
Kết quả của quá trình giảm phân là từ 1 tế bào mẹ với 2n NST, qua hai lần phân bào liên tiếp, tạo ra 4 tế bào con đều có n NST. Như vậy, số lượng NST đã giảm đi một nửa. Các tế bào con này là cơ sở để hình thành giao tử.